# Irish Kennel Club
Der Irish Kennel Club (Abkürzung IKC, irisch Gadharchumann na hÉireann) ist der größte Dachverband der Rassehundezucht in der Republik Irland. Er ist Mitglied im internationalen Dachverband Fédération Cynologique Internationale (FCI), dem er seit 2005 als Vollmitglied angehört. Sein Rechtssitz befindet sich in Dublin.

## Geschichte
Vor dem Jahr 1920 wurden sämtliche kynologischen Veranstaltungen in Irland unter der Ägide des Britischen Kennel Club (KC) durchgeführt. 1920 beschlossen Mitglieder des irischen Clubs für Kerry Blue Terrier, eine vom KC unabhängige Ausstellung für diese Rasse zu organisieren, die am 16. Oktober 1920 in Dublin stattfand. Zu dieser Zeit herrschte in Dublin aufgrund des Irischen Unabhängigkeitskriegs eine Ausgangssperre, so dass die Aussteller für ihre Teilnahme Sanktionen zu befürchten hatten. Sowohl Loyalisten als auch Separatisten waren unter den Ausstellern; dazu gehörte auch Michael Collins, der als Ausdruck seiner politischen Haltung einen Hund namens Convict 224 (Gefangener 224) ausstellte.
Durch den Erfolg dieser Ausstellung ermutigt, organisierte der Kerry Blue Terrier Club am Saint Patrick’s Day 1921 eine weitere vom KC unabhängige Ausstellung, auf der auch Hunde anderer Rassen gezeigt wurden. Diese Ausstellung war dermaßen gut besucht, dass sie die am selben Tag vom KC durchgeführte Ausstellung bei weitem in den Schatten stellte. Unter dem Eindruck dieses Erfolgs beschlossen die Organisatoren, einen vom KC unabhängigen irischen kynologischen Dachverband zu gründen. Die Gründungsversammlung fand am 20. Januar 1922 statt.
Der Irish Kennel Club zählte sowohl Loyalisten als auch Separatisten zu seinen Mitgliedern. Trotz dieser Ausgangslage überlebte er die Gründung des Irischen Freistaats und den darauf folgenden Bürgerkrieg und blieb auch nach der Gründung der Republik Irland 1937 der bedeutendste kynologische Dachverband des Landes. 1985 wurde der Club in eine Ltd. umgewandelt. Der Verband trat 1949 der FCI als assoziiertes Mitglied bei und wurde 2005 zum Vollmitglied.

## Aktivitäten
Der IKC organisiert Hundeausstellungen, Obedience, Agility und Field Trials. An diesen Anlässen können Hunde Punkte erwerben, die zum Erwerb des Irischen Championtitels in den jeweiligen Disziplinen berechtigen. Aufgrund der relativ langen Eigenständigkeit des IKC, der erst 2005 zum Vollmitglied der FCI wurde, werden an seinen Ausstellungen neben den auch in anderen FCI-Ländern üblichen CACIB-Diplomen auch die sogenannten Green Stars vergeben, die zum Erlangen des Irischen Championtitels nötig sind. Die Rassensystematik der FCI hat der Club ebenfalls erst 2005 übernommen, davor folgte er dem auch im Kennel Club gebräuchlichen angelsächsischen System mit sieben Gruppen.
Innerhalb der FCI ist der IKC für die Rassestandards der irischen Hunderassen verantwortlich. Dies sind Irish Glen of Imaal Terrier, Irish Red and White Setter, Irish Red Setter, Irish Soft Coated Wheaten Terrier, Irish Terrier, Irish Water Spaniel, Irish Wolfhound und Kerry Blue Terrier. Auf nationaler Ebene anerkennt der IKC außerdem den Kerry Beagle, der allerdings nicht von der FCI anerkannt wird.